# David Jagodic
David Jagodic (r. 1988 v Kranju) je slovenski operni pevec, ki živi na Dunaju
Tenorist David Jagodic se je začel učiti solopetja pri prof. Barbari Nagode in ga 2011 nadaljeval na Univerzi za glasbo in upodabljajoče umetnosti na Dunaju v razredu prof. Claudie Visce, kjer je 2015 diplomiral z odliko. V letu 2018 bo zaključil master študij samospeva in oratorija v razredu prof. KS Roberta Holla. Izpopolnjeval se je tudi pri Florianu Boeschu, Piotru Beczali, Irini Gavrilovici in Michaelu Schade.
Že leta 2012 je debitiral z vlogo Alfonsa (Die Freunde von Salamanka/Schubert) pri Sommefestspiele Neuzelle v Nemčiji, sledile pa so še Tamino (Die Zauberflöte/Mozart), Lensky (Yevgény Onégin/Tschaikovsky), Fenton (Falstaff/Verdi), Alfred (Die Fledermaus/Strauss), Don Ottavio (Don Giovanni/Mozart), Ferrando (Cosi fan Tutte/Mozart), Simon (Der Bettelstudent/Millocker), Knusperhexe (Hänsel u. Gretel/Humperdinck), Wüsterich (Tulifant/von Einem) in mnoge druge.
David Jagodic je v tujini uveljavljen tudi kot koncertni pevec. V letu 2017 je debitiral v Dunajskem Musikvereinu, leta 2018 pa v Konzerthausu, prav tako na Dunaju. Poleg različnih koncertnih programov samospevov s pianisti, kot so Helmut Deutsch, Andras Schiff in Stephan Matthias Lademann, je nastopil kot Evangelist (Johannes Passion/Bach), Obadjah (Elias/Mendelssohn), Uriel (Die Schöpfung/Haydn), Samson (Samson/Händel) in prevzel tenorski del v Bachovem Magnificatu in Weihnachtsoratoriumu, Mozartovem in Verdijevem Reqiumu, Mendelssohnovi 2. simfoniji, Brucknerjevemu Te Deumu in mnogih drugih.
V času študija je bil David Jagodic štipendist Ministrstva za kulturo Republike Slovenije in SIAA Foundation iz Lichtensteina, kakor tudi prejemnik več nagrad mednarodnih tekmovanj.
Član Slovenskega okteta je od leta 2018.